# Roundup

Strukturní vzorec glyfosátu, účinné látky Roundupu

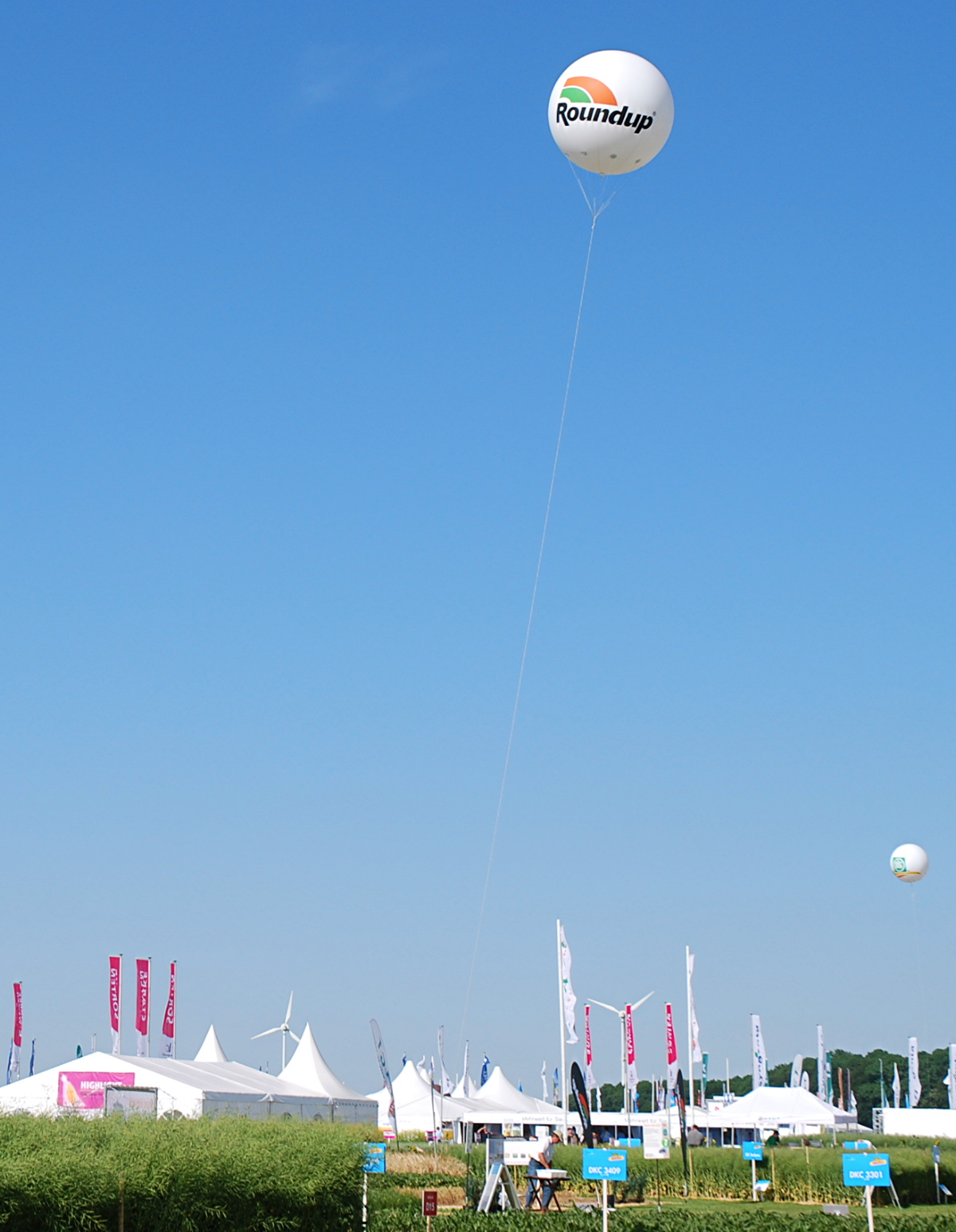
Reklama na Roundup

Roundup je registrovaná ochranná známka pro skupinu totálních herbicidů vyráběných americkou firmou Monsanto. Účinnou látkou je glyfosát. Směsi látek prodávané pod názvem Roundup jsou v 21. století celosvětově nejpoužívanějšími herbicidy. Přípravek je v zemědělství používán ovšem i na defoliaci, urychlení zrání a sušení, retardaci růstu a k mnoha dalším účelům. Podle výrobce jsou směsi Roundup největší řadou herbicidních přípravků na světě, jde o univerzální herbicid.
Mnoho zdrojů varuje před riziky plynoucími nadužívání přípravku Roundup a přípravků na bázi glyfosátu a Roundup Ready plodin. Občanská sdružení, ekologové i zemědělci, oborové i spotřebitelské organizace, v evropských zemích i USA sledují s obavami možné následky celosvětového rozšíření herbicidu Roundup v zemědělství ale i geneticky modifikovaných plodin v této souvislosti. V Argentině se 30.000 zdravotních profesionálů podepsalo v kampani proti používání přípravku roundup z důvodů zdravotních rizik. V roce 2013 byli také v Argentině zdokumentované případy zvýšeného výskytu různých neurodegenerativních, vývojových onemocnění i rakoviny v důsledku nadužívaní agrochemikálií v zemědělství. V obavách před dopady na ekosystém i člověka vznikají apely na regulační úřady pro zvýšení pozornosti a jsou hledána alternativní řešení.
Vládní regulační agentury, mezinárodní organizace a jiné nezávislé zdroje shledávají Roundup pouze minimálním rizikem pro životní prostředí. Výrobce uvádí, že Roundup nepředstavuje významné nebezpečí pro lidské zdraví, má ale významné ekonomické přínosy a zásadně pozitivní vliv na životní prostředí. Mezinárodní agentura pro výzkum rakoviny (IARC), specializovaná agentura Světové zdravotnické organizace (WHO), zařadila glyfosát v březnu 2015 mezi „pravděpodobné karcinogeny“. Organizace pro výživu a zemědělství (FAO) pod OSN charakterizovala v r. 2016 glyfosát jako látku, která pravděpodobně nepředstavuje karcinogenní riziko pro člověka Podobně i Výbor pro posuzování rizik Evropské agentury pro chemické látky dospěl k výsledku, že dostupné vědecké důkazy neprokázaly u glyfosátu karcinogenitu, mutagenitu ani reprodukční toxicitu
Glyfosáty a tedy i Roundup, ve srovnání s většinou ostatních herbicidů, jsou považovány za bezpečnější variantu chemické ochrany rostlin, s ohledem na nižší mobilitu pesticidu v půdě, kratší životnost a nižší toxicitu pro živočichy.  Je popisována teoretická možnost, že by mohlo dojít v reakci na časté používání herbicidu Roundup k vytvoření a šíření plevelů odolných k působení glyfosátu. V některých zemích Evropy je z bezpečnostních důvodů použití přípravku Roundup v druhé dekádě 21. století omezeno.

## Historie
Potenciál glyfosátu jako herbicidu objevil v roce 1970 John E. Franz, chemik pracující pro firmu Monsanto. Došlo k tomu při výzkumu herbicidních látek, který zadal Dr. Phil Hamm, toho času vedoucí programu testování herbicidů. Samotný glyfosát poprvé syntetizoval v roce 1950 švýcarský chemik Henry Martin, pracující pro malou farmaceutickou společnost. Roundup vyráběný firmou Monsanto se na americkém trhu objevil v roce 1974 a v polovině 70. let se začal prodávat i v dalších zemích: Kanadě, Velké Británii, Malajsii aj. Zpočátku se nesetkal s velkým zájmem, neboť v té době v zemědělství převažovaly selektivní herbicidy a tento účinný herbicid, hubící všechny rostliny bez rozdílu, neměl v zemědělství širší uplatnění. Firma Monsanto hledala cestu jak tento totální herbicid prosadit na trhu. V roce 1996 byla po intenzivním výzkumu na trh uvedena první geneticky upravená, tzv. roundup-ready plodina, brukev řepka. O rok později se objevila geneticky upravená sója.

## Použití

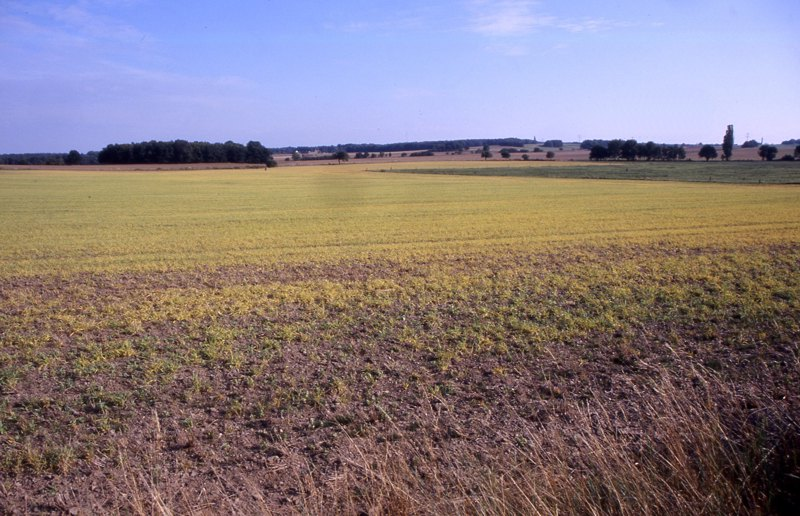
Pole po aplikaci směsi Roundup.

Roundup se používá od roku 1974 jako totální herbicid k odstranění nežádoucích keřů a dřevin na zemědělských i nezemědělských plochách. Působí systémově, po aplikaci na list, poškozuje i rostliny spojené se zasaženou kořeny a oddenky (pýr). Účinek se na citlivé rostlině zasažené přiměřenou dávnou přípravku projevuje do tří týdnů uhynutím, podle podmínek. Je třeba zamezit kontaktu postřikové kapaliny s kulturními plodinami. Vadnutí je zjevné do sedmi dnů, reakce je ovlivňována dalšími faktory, zejména nízkou nebo vysokou teplotou a dostatečnou vláhou. Je zjištěno, že rostliny i jen poškozené herbicidem Roundup následně snáze podléhají chorobám, což zvyšuje úspěšnost použití.[zdroj?]
Teplota do 10 °C není vhodná pro aplikaci, při teplotě nad 25 °C dochází k výparu do okolí a poškozování okolních porostů.
Déšť do tří až šesti hodin (podle složení směsi) přípravek smyje, aniž by byl dostatečně vstřebán rostlinou. Dlouhodobé sucho může účinnost výrazně omezit nebo herbicidní efekt zcela zastavit. Účinnost aplikace Roundup Klasik je možné zvýšit mísením se síranem amonným. Obě látky lze podle bezpečnostního listu pro aplikaci mísit.
Nízké koncentrace herbicidu Roundup mohou mít u plevele hormetický efekt. V dalších pokusech bylo prokázáno, že hormetický efekt přípravku byl jen málo spolehlivý (jedna ze tří rostlin reagovala) a oproti jiným přípravkům je toto použití málo efektivní.

### Doporučení

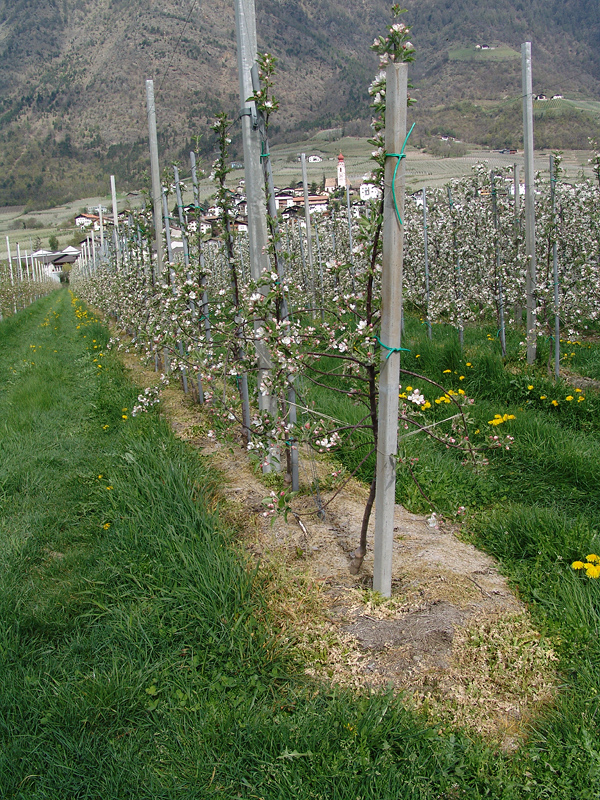
Ovocný sad ošetřený přípravkem Roundup.

U jádrovin, peckovin (mimo broskvoň), révy vinné, lesních porostů, luk a pastvin, při ošetření zavlažovacích kanálů, nádrží, vodních toků a nezemědělské půdy, nesmí maximální dávka přípravku překročit 10 l/ha za vegetační sezónu. Přípravek lze podle některých zdrojů mísit s povolenými smáčedly, síranem amonným, a hnojivem DAM 390.
Podle agromanual.cz není přípravek Roundup Klasik (a další přípravky s účinnou látkou glyfosát) doporučen pro aplikacím do porostů určených k množitelským účelům.

### Používané dávkování
Roundup Expres a Roundup Gel je naředěný přípravek určený přímo k aplikaci. Roundup Klasik v lesních školkách a okrasných dřevinách mezi starší rostliny 1 – 3 l přípravku/ 200 l vody/ha. V lesních kulturách na nálet dřevin, likvidaci výmladků a ošetření řezných ploch koncentrace 2,5–15 %. Jiný zdroj uvádí 5–15 %. Eagri cz. uvádí proti plevelu turanka kanadská do porostů jádrovin, peckovin mimo broskvoň, a do porostů révy celkovou nejvyšší dávku 2 l přípravku/200 l vody /ha. Do porostů jádrovin, peckovin mimo broskvoň proti plevelům pampeliška lékařská, kopřiva dvoudomá a svlačec rolní je doporučena koncentrace 5 l přípravku/200 l vody /ha + DAM 390. Na lesní a nezemědělskou půdu a desikaci porostu vytrvalých bylin pro znovuosetí nebo novou výsadbu na porostech jako louky a pastviny nebo jiné trvalé porosty je doporučené dávkování 3–6 l/ 200 l vody/ ha. Na ornou půdu, na vytrvalé plevele, je doporučené dávkování 3–6 l/ 200 l vody/ ha (+ smáčedlo). V případě odolných dřevin, jako např. jeřáb obecný, krušina olšová, zimolez nebo maliníky a ostružiníky je nutno zvýšit dávku až na 7 l na ha, popřípadě aplikaci po několika týdnech opakovat. Na nezemědělskou půdu je doporučena aplikace 3 – 6 (běžné plevele) 7–10 l (bolševník velkolepý, křídlatka sachalinská) přípravku /ha.
Na retardaci růstu ovocných dřevin (mimo broskvoně) je používáno dávkování 0,5–1 l/ha (0,5–1 %). Retardaci bylinných porostů je třeba provádět při výšce porostu minimálně 10 cm a po pominutí efektu opakovat.

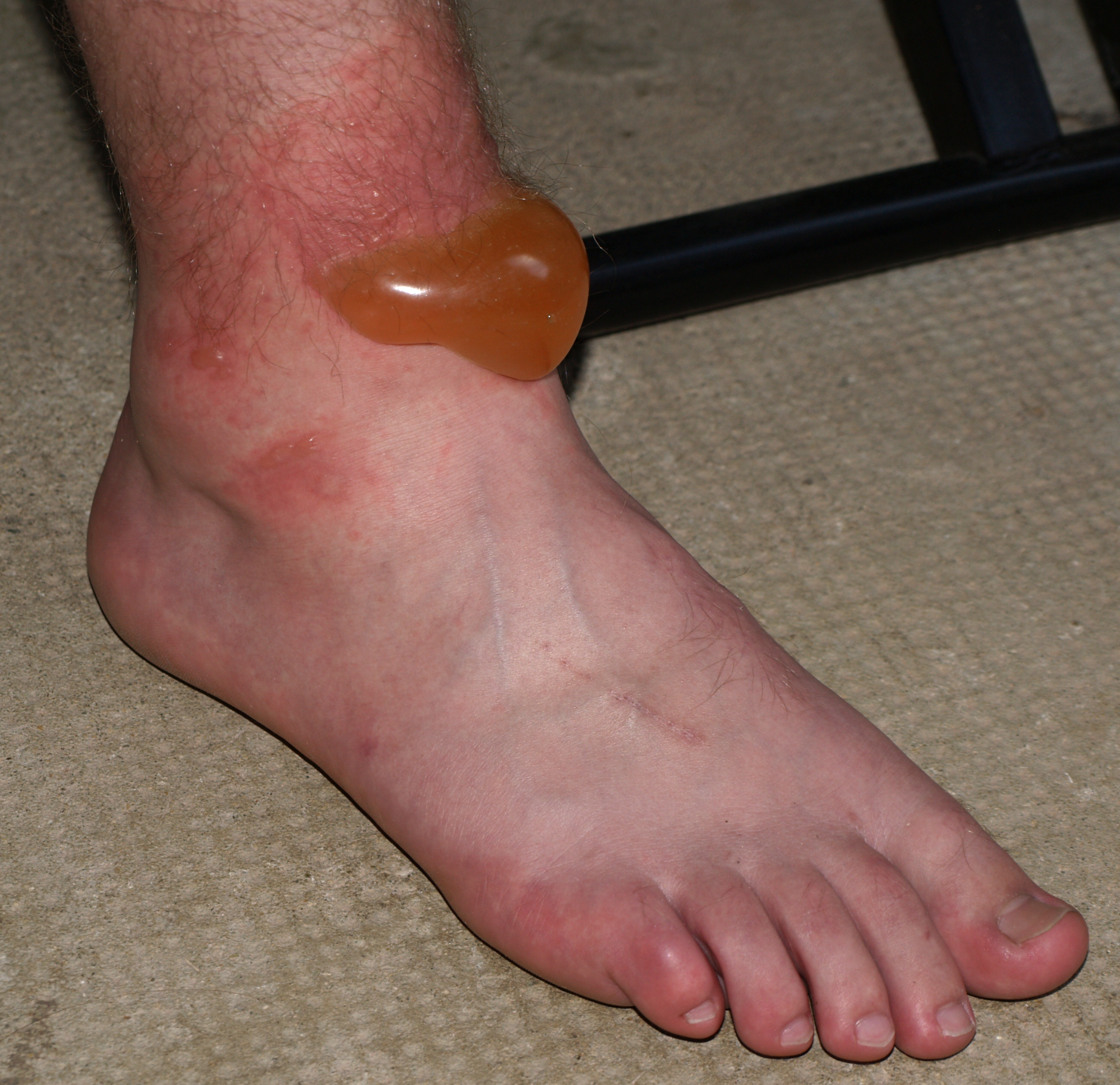
Směs Roundup může na pokožce vyvolávat silné kožní reakce.

## Skladování
Přípravek Roundup Klasik je třeba skladovat v rozmezí teplot od −15 až do 50 °C. V případě zmrznutí je třeba umístit v teplé místnosti a často protřepávat. Přípravek nemá být v kontaktu s materiálem pozinkovaná ocel, nevyvložkovaná měkká ocel.

## Složení
Roundup Klasik je prodáván jako žlutá olejovitá látka, tekutina s nevýrazným aminovým zápachem.
U přípravku Roundup Rapid uvádí o 25 % více účinné látky.
- Roundup Expres – sloučenina glyfosátu 1%, kyselina pelargonová 1% hmotnosti, 98% voda a další aditivní látky[31]
- Roundup Gel – sloučenina glyfosátu 1%, jiné látky 1%, další aditivní látky 98%.[31]

Informace prodejců jsou rovněž značně nekonkrétní a uvádí údaje:
- Roundup Klasik – sloučenina glyfosátu 480 g/l[32]
- Roundup Original MAX – sloučenina glyfosátu 49 %, příměsi 51 %[33]
- Roundup Pro – sloučenina glyfosátu 480 g/l[34]
- Roundup Flex sloučenina glyfosátu 480 g/l[35]
- Roundup Bioaktiv – sloučenina glyfosátu 480 g/l[36]
- Roundup Rapid – sloučenina glyfosátu 607 g/l[37]
- Roundup WeatherMAX – sloučenina glyfosátu 540 g/l, přípravek je v technickém listu označen jako jed.[38]
- Roundup Ultra2 – sloučenina glyfosátu 540 g/l, přípravek je v technickém listu označen jako jed.[39]

## Bezpečnost
Aplikaci je třeba provádět za bezvětří nebo mírného vánku, ve směru po větru a od dalších osob. Je nutná ochranná obuv a ochranné rukavice, použití ochranného oděvu, masky, obličejového štítu nebo ochrany zraku (ochranné brýle). U Roundup Klasik jsou uváděny ochranné pomůcky rukavice a brýle.
Při práci je zejména zakázáno používat kontaktní čočky, jíst, pít a kouřit, a to až do smytí kontaminace. Po manipulaci nebo kontaktu s přípravkem je třeba si důkladně umýt ruce. Ochranný oděv je před dalším použitím třeba vyčistit. Práce s přípravkem je nevhodná pro alergické osoby, těhotné a kojící ženy a pro mladistvé. Roundup je třeba uchovávat mimo dosah dětí a mimo potraviny, nápoje a nebo krmiv pro zvířata.
Kontaminovaný materiál a obal přípravku Roundup musí být zneškodněn bezpečným způsobem. Je třeba zabránit kontaminaci povrchových zdrojů vody. Přípravek je vyloučen z použití v ochranném pásmu II. stupně zdrojů povrchové vody. Pro účely ochrany vodných organismů je třeba dodržet vzdálenost 5 metrů od vodních nádrží a toků. Přípravek není označen jako hořlavina (označení „nehořlavý“), teplota samovznícení je 443 °C. Jako hasivo lze použít vodu, pěnu, práškové směsi, oxid uhličitý. Při rozkladu hořením vzniká oxid uhelnatý, oxidy fosforu a oxidy dusíku. Při hašení je třeba dýchacích přístrojů.

## Rizika
Roundup Klasik je v bezpečnostním listu uváděn jako dráždivý, nebezpečný pro životní prostředí, dráždí oči, toxický pro vodní organismy, může vyvolat dlouhodobé nepříznivé účinky ve vodním prostředí. Roundup Klasik podle bezpečnostního listu není perzistentní, bioakumulativní, ani toxická směs látek.

### Akutní toxicita
Glyfosát, hlavní účinná látka Roundupu, je považován za velmi málo toxický pro některé savce (LD50>5000 mg/kg tělesné váhy u hlodavců, ekvivalent kuchyňské soli). Při běžném používání nepředstavuje pro člověka zdravotní riziko. Při některých testech byl glyfosát podáván dobrovolníkům nitrožilně bez zjevné toxicity. Herbicid má za následek otravu a smrt po požití více než 85 mililitrů látky.[zdroj⁠?!] Smrtelná dávka glyfosátu je odvozena od toxicity pro menší savce, LD50 je udávána podle druhu savce 1 538 mg–10 000 mg/kg váhy.
Roundup nicméně obsahuje kromě glyfosátu i další látky a je některými zdroji označován za toxický. S ohledem na případy otrav přípravkem Roundup, nejčastěji vlivem úmyslného požití, není považováno orální požití za bezpečné. Je popisován vztah mezi množstvím požitého přípravku a pravděpodobností závažných následků nebo smrti. Přípravek způsobuje poleptání v ústech, krku a trávicím traktu. Bolest v epigastriu a dysfagie jsou běžné. Poškození ledvin a jater jsou také časté. V těžkých případech otrav byly popsány příznaky – dechová nedostatečnost, poruchy vědomí a plicní edém, šok, arytmie, selhání ledvin vyžadující hemodialýzu, metabolická acidóza a hyperkalemie. Poškození pokožky při kontaktu s přípravkem Roundup je možné, směs může způsobit podráždění a dermatitidy, těžké kožní popáleniny jsou ale velmi vzácné. Podle údajů Státní agentury pro ochranu životního prostředí v USA (EPA) má glyfosát jen velmi malý vliv na podráždění kůže. Upravený výrobek Roundup, obsahující 41% glyfosátu, byl aplikován na kůži 204 mužských a ženských dobrovolníků v modifikovaném Draizově testu (testovaná látka se nalije do očí zvířeti). Nebyly pozorovány žádné senzibilizace pokožky.
Výrobce zmiňuje dvě skupiny osob ohrožené akutním působeném Roundupu: děti do 6 let hrající si na farmách a osoby aplikující přípravek. Obě se mohou dostat snadno do kontaktu s aplikační tekutinou a rezidui. Děti při hře nebo při pomoci rodičům. Vypočtená akutní expozice těchto dvou skupin osob je odhadnuta výrobcem na dávku 40000–50000 krát nižší než LD50 glyfosátu a 7360 až 13200 krát nižší než je LD50 POEA. Roundup je někdy hlášen jako viník při pracovních úrazech v zemědělství a při údržbě krajiny; většina těchto úrazů je spojována s podrážděním kůže či očí, případně i jiných orgánů. U většiny osob byly navíc zaznamenány pouze dráždivé účinky a za 13 let uchovávání záznamů, nedošlo k žádné hospitalizaci pracovníků v zemědělství spojené s herbicidem Roundup. V přehledu 80 úmyslných případů požití, 79 z nich bylo pokusem o sebevraždu, 7 případů mělo za následek smrt. Nepříznivé účinky na zdraví jsou obvykle spojeny s koncentrovanými produkty, nikoliv aplikační směsí zředěného přípravku.

### Dlouhodobé účinky na lidské zdraví
Výrobce Roundupu Monsanto uvádí, že dokonce ani 100násobek expozice glyfosátu, ke které dochází při běžném používání Roundupu, nepředstavuje nebezpečí pro lidské zdraví. Mezinárodní agentura pro výzkum rakoviny (IARC) však v březnu 2015 zařadila glyfosát mezi tzv. pravděpodobné karcinogeny pro člověka (skupina 2A) s odůvodněním, že považuje za dostatečné důkazy toho, že glyfosát může způsobovat rakovinu u laboratorních zvířat a u lidí vede ke vzniku nehodgkinových lymfomů. Výrobce Monsanto i publicista H. I. Miller toto rozhodnutí zpochybňují s odkazem na odborné studie i názor jiných regulačních institucí. Zástupci Monsanto tvrdí, že IARC vydala závěr, který není podporován výsledky žádných vědeckých prací a prohlásili, že se zabývají snahou toto hodnocení změnit. Podle závěrů Organizace pro výživu a zemědělství (FAO) není glyfosát, který je hlavní účinnou látkou v směsi Roundup, karcinogenní. Státní agentury pro ochranu životního prostředí v USA (EPA) tvrdí, že glyfosát pravděpodobně není karcinogenní.
Jiné vědecké studie ukazují na možné teratogenní účinky glyfosátu, které jsou údajně vyvolány inhibicí signalizace přes retinovou kyselinu glyfosátem. Další vědecká studie otištěná v roce 2013 popisuje, že glyfosát blokuje enzym cytochrom P450 (CYP) a tím negativně ovlivňuje střevní mikroflóru, což může údajně vést ke vzniku závažných chronických onemocnění a civilizačních chorob. Článek byl ovšem podroben tvrdé kritice a označen za nekvalitní výzkum. Podle dalších vědeckých studií Roundup a jeho metabolity již v poměrně nízkých koncentracích také zabíjejí lidské embryonální a pupečníkové buňky i buňky lidské placenty. Výzkum však naznačuje, že onou toxickou látkou není glyfosát, ale další přídatné látky obsažené v receptu na Roundup. Roundup totiž vyjma glyfosátu obsahuje surfaktanty (polyoxy-ethylenamin POEA), plnidla a další látky usnadňující aplikaci.

### Skupinové soudní žaloby za non-Hodgkinův lymfom v USA
V roce 2018 byla spuštěna skupinová soudní žaloba za nedostatečné informování o možných rizikách při používání přípravku Roundup v USA. Jedním ze stovek onkologických pacientů žalujících společnost Monsanto byl 46letý Dewayne Johnson z Kalifornie, který aplikoval přípravek Roundup asi dvacet–třicet krát ročně jako součást údržby okolí škol a hubení škůdců. Dne 10. srpna 2018 přisoudila porota v San Francisku někdejšímu školnímu zahradníkovi D. Johnsonovi odškodné ve výši 289 milionů dolarů. Přiklonila se tak k jeho tvrzení, že zhoubné onemocnění rakovinou mu způsobil přípravek Roundup, který byl nucen mnohokrát při své práci použít. Prvoinstanční verdikt vyvolal pokles akcií koncernu Bayer, společnost se plánuje odvolat. Federální soud ve Spojených státech 19. 3. 2019 rozhodl, že herbicid Roundup německého chemického a farmaceutického koncernu Bayer způsobuje rakovinu.

### Perzistence v životním prostředí
Podle vládních regulačních agentur, mezinárodních organizací a jiných nezávislých zdrojů, které přezkoumaly dostupné vědecké údaje pro použití pesticidu Roundup a glyfosáty a nezávisle posoudily jejich bezpečné použití, může být Roundup použit s minimálním rizikem pro životní prostředí. Kultivaci půdy lze provádět od chvíle, kdy se projeví první příznaky účinku. Následné plodiny mohou být podle jednoho zdroje aplikaci vysévány bez jakéhokoliv omezení. Při vhodném střídání plodin je míra příjmu směsi Roundup následnými plodinami uváděna v hodnotě do 1% účinné látky (glyfosát). Rostliny vysévané či vysazované do 6 měsíců po aplikaci na porost mohou být podle jiného zdroje poškozeny působením přípravku Roundup v zbytcích rostlin v půdě, vzcházet nerovnoměrně nebo místně uhynout.[zdroj?]
Glyfosát je biologicky rozložitelný, ale jen 2% účinné látky ve směsi jsou biologicky rozloženy do 28 dnů. Směs Roundup je podle výrobce v půdě mikrobiálně rozkládán a nezanechává žádné škodlivé zbytky. Poločas rozkladu je v bezpečnostním listu přípravku Roundup Expres uváděn 2–174 dní, s tím, že se silně se váže na půdu.[zdroj?] Je uváděno, že 79–86 % glyfosátu je degradováno po 6 měsících od aplikace na oxid uhličitý.[zdroj?] Testy biodegradace přípravku Roundup jsou kritizovány s tím, že probíhaly v nepřirozených (laboratorních) podmínkách. V reálné situaci podle některých zdrojů mohou v nepříznivých podmínkách zbytky glyfosátu zůstávat v půdě déle (písčité nebo písčité jílovité půdy). Roli v odbourávání zbytků sehrává více faktorů. Podle některých tak v Britské Kolumbii trvá rok a ve Švédsku trvá až tři roky, než půdní bakterie (v půdě) rozloží většinu zbytků přípravku Roundup.
Glyfosát a jeho degradační produkty byly nalezeny v několika vzorcích vzduchu a vody v americkém státě Mississippi. Šetření institutu United States Geological Survey objevilo účinnou látku obsaženou ve směsi Roundup ve většině řek, potoků a vodních nádrží v USA. Nevelké množství reziduí bylo objeveno i v podzemní vodě. Zbytky glyfosátu byly ve vysokých koncentracích nalezeny také v potravinách. Podle zprávy Reuters byl nalezeny rezidua glyfosátu v 41 z 69 vzorků medu, v 10 z 28 vzorků sojové omáčky, ve třech ze 18 vzorků mateřského mléka a šesti z 40 vzorků kojenecké výživy a popisuje obavy odborníků i veřejnosti z dlouhodobého působení. Informace Hnutí Duha uvádí, že stopy glyfosátu byly nalezeny v moči 60 % testovaných občanů ČR.

### Vliv na životní prostředí
U jiných živočichů se zdravotní účinky mohou lišit. Vliv na včely je hodnocen výrazem přijatelný (ačkoliv podle některých studií by mohl mít vliv na jejich chování), pro vodní organismy je přípravek jedovatý. Použití přípravku Roundup v rezervaci Mai Po Nature Reserve (Hongkong) podle dostupných zdrojů při aplikaci přípravku Roundup v mokřadu prokázalo, že rezidua přípravku ve vodě po aplikaci nejsou škodlivé pro ryby.
Vliv glyfosátu na půdu byl předmětem celé řady studií, které naznačují negativní dopad tohoto herbicidu na vstřebávání minerálních látek, jenž vede k zvýšené nemocnosti glyfosátem ošetřených plodin, a na půdní organismy (edafon). Kvalita a signifikance těchto studií však byla zpochybněna: podrobná rešerše odborných prací na toto téma v roce 2013 ukázala, že vstřebávání minerálních látek není glyfosátem ovlivněno a ošetřené rostliny netrpí zvýšenou nemocností.

## Plodiny tolerantní k herbicidu Roundup
Začátkem 90. let 20. století objevila firma Monsanto v půdě továrny na výrobu glyfosátu kmen bakterií A. tumefaciens, které se díky dlouhodobému vystavení účinkům tomuto herbicidu staly vůči němu rezistentní (odolné). Z bakterie následně firma izolovala gen pro bakteriální verzi enzymu EPSP syntázy, který byl poté postupně vložen do některých zemědělských plodin. Dnes je v tomto ohledu dostupná široká škála glyfosát-rezistentních plodin: sója, řepka olejná, kukuřice, bavlník, vojtěška a cukrová řepa. Tyto geneticky modifikované plodiny s rezistencí ke glyfosátu se označují jako plodiny tolerantní/rezistentní k herbicidu Roundup, výrobce pro tyto plodiny používá registrovanou značku „Roundup Ready“.

## Rezistentní plevele
Masivní používání přípravku Roundup a geneticky modifikovaných plodin vůči němu odolných zřejmě vede k rozšiřování plevelných rostlin, na které Roundup neúčinkuje. Podle ekologické organizace Přátelé Země je to podstatný argument proti používání geneticky modifikovaných plodin rezistentních vůči pesticidům. Je známo 23 druhů plevele odolných vůči Roundupu. Mezi rezistentní plevele je uváděna turanka kanadská, laskavec Palmerův, přeslička rolní. Podle jiného zdroje je (v porostech v ČR) na plevel turanka kanadská účinné dávkování 2 l/ha (2l na 200 l vody). V USA se plevele vyselektované masivním používáním glyfosátů v geneticky modifikovaných kulturách objevují a problém je zatím řešen dalšími modifikacemi plodin. Postřiky přípravkem v nižších koncentracích obvykle výrazně málo působily proti zaplevelení violkami a pampeliškami.
Procento plochy porostů zemědělských zaplevelených rostlinami odolnými vůči glyfosátovým herbicidům a jejich intenzita zamoření těmito pleveli se každoročně v USA výrazně zvyšuje. Nicméně rychlost nárůstu těchto rezistentních rostlin byla stejná před i po uvedení GMO plodin na trh. Reakcí na situaci, která je označována i jako „epidemie superplevelů“ jsou nové řady geneticky modifikovaných plodin jenž umožní použití silnějších koncentrací, ovšem jak je ověřeno, tato řešení působí jen dočasně.

## Legislativa

### Patentová práva
Patentová práva na glyfosát vypršela v září 2000, Od roku 2000 tak produkují i jiní výrobci herbicidy s obsahem glyfosátu, ale nesmějí používat chráněného názvu Roundup.

### Zákazy a omezení
Použití přípravků Roundup je v některých zemích, jako je Německo nebo Švýcarsko, legislativně omezeno nad rámec doporučení daného výrobcem. Ve Francii od června 2015 platí zákaz prodeje přípravků Roundup v zahradních centrech. Ministryně životního prostředí Ségolène Royal upozornila na nemoci z povolání, které se projevují u farmářů a dělníků na vinicích. V Nizozemsku je zakázáno použití směsi Roundup v domácích zahradách.

## V médiích
Rizika používání Roundupu, ovlivňování státní správy výrobci pesticidů a nebezpečí působení reziduí Roundupu byly v Německu například tématem filmu Das stille Gift (Tichý jed) uvedeném i v televizi ZDF.

## Klamavá reklama
Firma Monsanto musela stáhnout reklamu, ve které uváděla údajně zavádějící tvrzení, že Roundup je bezpečnější než stolní sůl a „prakticky netoxický“ pro savce, ptáky, ryby založené na obdobných hodnotách LD50 pro sůl a aktivní látku v Roundupu glyfosát (řádově 3–5 g/kg). Roundup však obsahuje i další látky, které jsou zřejmě odpovědné za jeho toxicitou. Monsanto vydalo televizní reklamu, ve které Roundup postřikuje muž v krátkých kalhotách a tričku s krátkými rukávy, bez rukavic a bez jakýchkoli ochranných pomůcek, přičemž v instrukcích o použití radí aplikovat Roundup v ochranném obleku a zabránit jakýkoli styk s pokožkou.
Ve Francii soud zakázal Monsantu, aby Roundup inzeroval jako biologicky odbouratelný, a udělil mu pokutu 15 000 EUR.